# Kaun
Kaun (hindi: कौन, tzn. Kto tam?, inny tytuł "Kaun?", "Evaru", w telugu) – indyjski thriller wyreżyserowany w 1999 roku przez Ram Gopal Varma, autora Company, Satya, czy Sarkara. Scenariusz napisał Anurag Kashyap (Black Friday, Guru). W rolach głównych występują Manoj Bajpai i Urmila Matondkar.

## Obsada
- Manoj Bajpai – Sameer A. Purnavale
- Urmila Matondkar – Ma'am
- Sushant Singh – złodziej